# Черкаський струмок
Черкаський струмок  — річка в південно-західній частині Безлюдівки. Також протікає по території Харківського району Харківської області. Ліва притока річки Уда.

## Характеристика річки
Річка починається в болоті Вулівка. Перетнувши вулицю Перемоги, далі протікає на заплаві річки Уда з півночі на південь. І біля урочища Синичине у Дегтярній затоці впадає у річку Уди.